# Conor Oberst
Conor Mullen Oberst (Omaha, 15 febbraio 1980) è un cantautore e poeta statunitense, meglio conosciuto per il suo lavoro con i Bright Eyes.
Ha suonato anche in numerose band indie rock, tra cui i Desaparecidos, The Faint, Commander Venus, Park Ave. e, il suo progetto più recente, Conor Oberst and the Mystic Valley Band. Egli è anche cofondatore e direttore esecutivo delle case discografiche indipendenti Team Love e Saddle Creek Records.

## Biografia
Oberst è nato e cresciuto a Omaha, Nebraska. È figlio di Matthew Oberst Sr., manager della compagnia di assicurazioni Mutual of Omaha, e Nancy Oberst, direttrice di scuola elementare. È cresciuto assieme ai suoi due fratelli maggiori, Justin Oberst, avvocato, e Matthew Oberst Jr., musicista conosciuto per la sua band Sorry About Dresden. La madre di Oberst sostiene che il figlio ha cominciato a giocare con il pianoforte e cantare sin da quando aveva 2 anni. Oltre a suo fratello Matt, anche il padre è un musicista che in gioventù suonava la chitarra e il pianoforte per numerose cover band, e loro due assieme hanno cominciato ad insegnare a Conor a suonare la chitarra all'età 10 anni. Non appena fu in grado di suonare due accordi, iniziò a scrivere canzoni. In quel periodo scoprì anche l'Antiquarium, un negozio di dischi di Omaha, che aveva funzione di mecca per molti altri musicisti.
Oberst cominciò la sua carriera musicale a 12 anni, durante il 7 anno di scuola alla St. Pius X. Faceva parte del coro e di altri gruppi musicali scolastici. Una notte nel 1992, Ted Stevens (ora Mayday e Cursive), invitò Oberst sul palco per chiudere il suo spettacolo. Bill Hoover, che assisté alla scena, invitò Oberst a tornare un paio di settimane dopo per fare un proprio spettacolo. Oberst scrisse abbastanza canzoni da riempire il tempo che gli era concesso, rivelandosi compositore e 
interprete. Poco dopo, Oberst cominciò a incidere il suo nuovo repertorio nell'attico di casa dei suoi genitori, con il registratore analogico a quattro piste del padre e una chitarra acustica.

### Primi album autoprodotti
A metà del 1993, Oberst distribuì su cassetta, a sue spese, l'album di debutto Water. L'impresa fu finanziata dal fratello di Oberst, Justin, sotto il nome di Lumberjack Records, casa discografica indie che diventerà Saddle Creek, rendendoli fondatori e tuttora direttori esecutivi. Sei mesi più tardi, all'inizio del 1994, Oberst distribuì il suo album da liceale, Here's to Speacial Treatment, con la casa discografica Sing, Eunuchs!, di Omaha.
Poco dopo la registrazione dei suoi due album da solista, Oberst inizia a suonare con Tim Kasher (ora Cursive e The Good Life) Robb Nansel e Todd Fink (ora The Faint). I quattro diedero vita ai Commander Venus, a metà del 1995.
Here's to Special Treatment fu seguito nel 1996 da The Soundtrack to My Movie, in cassetta, distribuito dalla Sing Eunuchs! assieme a Kill the Monster Before It Eats Baby, un vinile 7" con Bill Hoover. Nonostante all'epoca fosse molto soddisfatto della sua produzione, in seguito li ha definiti come "ridicoli".

### Norman Bailer (The Faint)
Nel 1994, dopo uno show degli Slowdown Virginia, Oberst, con Joel Petersen, Todd Fink (prima noto come Todd Baechle), e Clark Baechle, formarono una band chiamata Norman Bailer, più tardi rinominata The Faint. Pochi giorni dopo, Oberst annunciò agli altri membri della band che avrebbero dovuto esibirsi due settimane dopo da Kilgore. Nonostante non avessero mai suonato insieme, riuscirono a produrre nove canzoni, più orientate verso un rock leggero, piuttosto che l'allora popolare aggressive rock.
Presumibilmente, Oberst lasciò la band poco dopo la loro creazione, e non gli fu permesso di farne di nuovo parte, nonostante i suoi tentativi. Todd Fink in seguito affermò in un'intervista, "È sempre stato un buon compositore, ma non si adattava bene. Era davvero sciatto e gridava tutto il tempo quando si sedeva e cercava di suonare musica rilassante". Contrariamente a questa spiegazione, Oberst sostiene di essere stato buttato fuori, ma questo non impedì ai Faint di andare in tour nel 2005 con Conor come band d'apertura nel tour dei Bright Eyes, Digital Ash in a Digital Urn.

### Commander Venus
Oberst fondò la rock band Commander Venus nel 1994 con Tim Kasher, Todd Baechle e Robb Nansel. Kasher in seguito fondò i Cursive, Baechle divenne il cantante dei The Faint e Nansel fu il cofondatore della Saddle Creek Records. Furono spesso fatti paragoni con i Pixies e i Sunny Day Real Estate. Registrarono due album: Do You Feel at Home e The Uneventful Vacation. L'ultimo è considerato da molti essere uno dei primi esempi di genere emo. Kasher lasciò il gruppo quando si apprestavano a registrare il secondo album, e fu sostituito da Ben Armstrong. Nel 1998, quando la band cominciava a suscitare qualche interesse, i Commander Venus si sciolsero.

### The Magnetas
I The Magnetas furono attivi solo per un breve periodo nel 1996 a Omaha, Nebraska. Oltre ad Oberst, altri membri della band furono Todd Fink (The Faint) e Chris Hughes (Beep Beep). Incisero tre canzoni insieme, delle quali solo una (Anex Anex) fu pubblicata, facendo parte della compilation Parts della Ghostmeat Records.

### Park Ave
Nel gennaio del 1996, Oberst iniziò a dimostrare la sua capacità di suonare molti strumenti suonando la batteria in un gruppo chiamato Park Ave, assieme a Clark Baechle, Jenn Bernard, Neely Jenkins (ora nella band Tilly and the Wall), e Jamie Williams (anche lei in Tilly and the Wall). Nonostante Conor e Clark fossero entrambi appena adolescenti, il resto della band frequentava il college. Il gruppo suono tra i 10 e i 15 show e registrò una manciata di album (molti dei quali con Mike Mogis come produttore). Il gruppo si sciolse nel 1998 quando Williams, cantante e principale compositrice, si trasferì a Londra, Inghilterra. Nel 1999, Urinine Records distribuì il loro unico album, When Jamie Went to London...We Broke Up, che ora è in ristampa con la casa discografica Team Love.

### Bright Eyes
Il successo riscosso dei primi lavori con i Bright Eyes spingono Oberst ad abbandonare il progetto dei Desaparecidos dopo la pubblicazione dell'album Read Music/Speak Spanish. I testi dei Bright Eyes hanno connotazioni introspettive e personali, raccontando soprattutto della storia individuale di Oberst. Nell'album Fevers and Mirrors del 2000, la traccia 11 contiene una finta intervista radiofonica a Oberst, decisa dallo stesso per dimostrare che, nonostante i toni tristi dei pezzi, la band sa comunque divertirsi. Nel 2004 la band pubblica un album da sei tracce su vinile bianco frutto di una cooperazione con la band Neva Dinova, che verrà poi rimasterizzato nel 2010 è ampliato di ben quattro tracce inedite. Nel 2002 viene pubblicato Lifted, contenente la canzone in assoluto più lunga e articolata, considerata un capolavoro. Nel 2005 vengono pubblicati quasi contemporaneamente gli album Digital Ash in a Digital Urn e I'm Wide Awake, It's Morning. Il primo caratterizzato da sonorità moderne e dall'uso di sintetizzatori, il secondo da registrazioni in seppia e sonorità fortemente country e folk. Nel 2007 viene pubblicato Cassadaga, caratterizzato da temi religiosi come si evince dalla traccia "Four Winds". L'ultimo album, The People's Key, ripresenta sonorità dell'indie contemporaneo e temi filosofico-scientifici.
Le performance televisive di Oberst con i Bright Eyes includono un passaggio al The Tonight Show with Jay Leno, dove suonò When the President Talks to God, nel maggio 2005. L'esibizione fece notizia per la connotazione politica della canzone. Oberst è anche apparso nel The Late Show with David Letterman, dove suonò Trees Get Wheeled Away, e nel The Late Late Show with Craig Ferguson, in cui cantò Road to Joy  e sfasciò parecchi strumenti musicali).
Oltre alla performance al Tonight Show, Oberst ha fatto altre dichiarazioni politiche in qualità di membro dei Bright Eyes, insieme al suo compagno Mike Mogis. Da sempre contrario a Clear Channell, Oberst nel settembre 2005 cancellò uno show che la band avrebbe dovuto tenere al The Pageant di St. Louis per i legami che il locale aveva con il gigante dei media. Prima delle ultime presidenziali del 2004, i Bright Eyes presero parte, con Bruce Springsteen e i R.E.M., al tour Vote for Change. 
Nel 2014 l'album I'm Wide Awake, It's Morning raggiunge le 500 000 copie vendute.

### Desaparecidos
Oberst è stato anche chitarrista e cantante della band Desaparecidos. La musica e i testi dei Desaparecidos sono molto diversi da quelli dei Bright Eyes, avendo più cose in comune con il punk rock che con il folk. I testi sono un commento sullo stato degli affari in America e sulle trappole dello stile di vita suburbano, in opposizione ai testi più introspettivi dei Bright Eyes. Nel 2013 la band vede una riunione e nell'estate rilasciano un singolo dal titolo Marikkkopa/Backsell che ripropone temi politici americani.

### Conor Oberst and the Mystic Valley Band
Nel novembre del 2007 si ebbe notizia che Oberst avrebbe lavorato ad un album da solista con Jake Bellows, e che lui e M. Ward avrebbero fondato una nuova band e avrebbero suonato per due serate a fine dicembre a Minneapolis, Minnesota.. Contrariamente a quanto si credeva, gli spettacoli non ebbero come co-protagonista M. Ward, ma piuttosto Nik Frietas e Jason Boesel. Suonarono 13 nuove canzoni e 3 canzoni dei Bright Eyes.. Fecero uno spettacolo anche a febbraio, a Città del Messico, Messico.
Il gruppo ha suonato al Festival di Reading e Leeds del 2008, al Connect Festival in Scozia ed all'Electric Picnic, nella Contea di Laois in Irlanda in agosto, all'Austin City Limits a fine settembre 2008 ed al Great Escape Festival di Sydney ad inizio ottobre 2008.
Ha pubblicato per Wichita Records l'album da solista intitolato Conor Oberst, registrato a Città del Messico con Taylor Hollingsworth alla Chitarra e Macey Taylor al basso, negli USA è stato pubblicato il 5 agosto 2008 per la Merge Records.
Successivamente il gruppo pubblica l'EP Gentleman's Pact stampato in sole 1000 copie e venduto ai concerti.
Nel maggio 2009 il gruppo pubblica un album Outer South sempre per Merge Records ed un documentario su un tour effettuato in Messico, One of My Kind.
Nel 2011 ha partecipato cantando in un brano nell'album The Lion's Roar del duo svedese First Aid Kit.

## Stile compositivo
Oberst è noto per la varietà della sua opera ed è stato paragonato a Bob Dylan ed artisti simili.
. Preferisce l'immediatezza alla perfezione ed è sempre nell'atto di costruire nuovi versi piuttosto che continuare a ripeterli o trascriverli da qualche parte, sentendo che le sue canzoni non sono mai complete.
Oberst ha composto poesie e molti brevi racconti oltre alle sue canzoni, ma questi non sono stati mai pubblicati per la sua mancanza di dedizione e confidenza per questo tipo di arte, preferendo affidarsi alle sue capacità di compositore. È stato candidato come miglior compositore del 2008 dalla rivista Rolling Stone.

## Influenze musicali
Oberst si immerse nella musica sin da piccolo, in parte grazie alle preferenze del fratello maggiore per band quali i The Cure. Ha parlato della loro collezione di singoli, Staring at the Sea, come il primo disco mai comprato, oltre che uno dei suoi preferiti. "Dev'essere stato durante il terzo anno... ho comprato la cassetta in una catena di negozi di musica chiamata Homer, a Omaha. Mi piaceva davvero il suono della voce di Robert Smith. Suonava davvero bene".
I suoi più grandi ascendenti e compositori preferiti sono i musicisti David Dondero e Simon Joyner. Joyner
ha scritto le parole per la canzone Burn Rubber, che fa parte del singolo Take it Easy (Love Nothing). I due erano soliti fare mini-tour insieme, di solito nei weekend dato che Joyner ha una famiglia.
Oberst è stato molto influenzato dal revival folk anni sessanta, citando spesso Neil Young, Leonard Cohen, e la cantante country Emmylou Harris. Ha fatto una cover della canzone di Neil Young Out on the Weekend, in collaborazione con Jim James e M. Ward durante i concerti. Harris ha cantato in alcune tracce dell'album dei Bright Eyes I'm Wide Awake, It's Morning.
Oberst è stato anche grandemente influenzato dall'opera di Daniel Johnston. Una reinterpretazione di Devil Town è contenuta nell'album Noise Floor (Rarities: 1998-2005).

## Etichette Saddle Creek e Team Love
Oberst è uno dei membri fondatori della casa discografica indipendente Saddle Creek Records, che patrocina e ha patrocinato band tra cui i Cursive, Desaparecidos, The Faint, Rilo Kiley (che ha lasciato per fondare la propria etichetta Brute/Beaute Records), Bright Eyes, Son Ambulance, Azure Ray, The Good Life, Sorry About Dresden, tra gli altri.
Ha fondato la casa discografica Team Love per distribuire progetti che non interessavano agli altri membri della Saddle Creek, come Tilly and the Wall, e l'album da solista di Jenny Lewis con i The Watson Twins

## Attivismo politico
Oberst è stato onnivoro, poi vegano, poi pescetariano, ed ha pubblicamente supportato la PETA. Il 1º gennaio 2008, Oberst ha suonato ad un comizio elettorale a Council Bluffs, in Iowa, per il candidato presidenziale Barack Obama.
 Il 7 febbraio, i Bright Eyes hanno suonato ad un altro comizio di Obama ad Omaha.

## Discografia

### Da solista
- Water (1993)
- Here's to Special Treatment (1994)
- The Soundtrack to My Movie (1996)
- Kill the Monster Before It Eats Baby (1996)
- Conor Oberst (2008)
- Upside Down Mountain (2014)
- Ruminations (2016)
- Salutations (2017)

### Bright Eyes
- A Collection of Songs Written and Recorded 1995-1997 (1998)
- Letting Off the Happiness (1998)
- Fevers and Mirrors (2000)
- Lifted or The Story Is in the Soil, Keep Your Ear to the Ground (2002)
- A Christmas Album (2002)
- I'm Wide Awake, It's Morning (2005)
- Digital Ash in a Digital Urn (2005)
- Motion Sickness (Live Recordings) (2005)
- Noise Floor (Rarities: 1998-2005) (2006)
- Cassadaga (2007)
- The People's Key (2011)

### Commander Venus
- Do You Feel at Home? (1995)
- The Uneventful Vacation (1997)

### Desaparecidos
- Read Music/Speak Spanish (2002)

### Park Ave
- When Jamie Went to London...We Broke Up (1999)

### Collaborazioni
- Criteria - En Garde (2003)
- Cursive - The Ugly Organ (2003)
- Son, Ambulance - Key (2004)